# 楼庄镇
楼庄镇，是中华人民共和国山東省菏泽市曹县下辖的一个乡镇级行政单位。2020年8月，撤乡设镇。

## 行政区划
楼庄镇下辖以下地区：
韩庄村、老韩庄村、老黄水口村、杨堂村、王堂村、耿庄村、户铁楼村、王占乾村、谢滩东村、谢滩西村、谢滩中村、邰庄村、丁庄村、孙湾村、安乐村、东谢集村、西谢集村、葛庄村、徐庄村、王楼村、忠信寨村、忠义寨村、琉璃阁村、忠和寨村、楼庄村、黄水口村、孙庄村、塔湾村、吕寨村、前戴庄村、老塔湾村、后戴庄村、高庄村和马庄村。